# Akali
Pour l’article ayant un titre homophone, voir Acalie.
Dérivé du penjabi, Akali est un terme du vocabulaire sikh qui a quatre significations. 

## Les quatre significations
La première fait référence directement au sens étymologique du mot Kal, qui veut dire mort. Dans ce contexte, un akali est un dévot de l’Être au-delà de la mort et du temps, autrement dit Dieu. Cela sous-entend que tout sikh est un akali.
Akali fait aussi référence aux sikhs qui ont pris les armes et formé une armée irrégulière à la fin du XVIIe siècle, dans le but de combattre l'envahisseur moghol. Nihang est alors un synonyme de akali.
Dans la période trouble que l'Inde a connue durant la première moitié du XXe siècle, le terme akali a servi à désigner les sikhs qui dirigeaient la lutte pour le contrôle des temples sikhs, les gurdwaras, avant l'Acte sur les Gurdwaras de 1925.
À l'heure actuelle akali désigne un membre du parti politique « Shromani Akali Dal », qui jouit d'une certaine notoriété en Inde, tant dans le Pendjab que dans les États fédérés. Au Comité des Gurdwaras, ce parti est majoritaire par rapport à la loi sur les temples, et ce dans le but d'organiser et de gérer les gurudwaras au Pendjab, en Haryana et en Himachal Pradesh .